# Chioniten
Die Chioniten waren eine spätantike Nomadengruppe im  Zentralasien. Ihr Name ist möglicherweise vom mittelpersischen Wort X(i)yon („Hunne“) abgeleitet.
Das Erscheinen dieser ersten Gruppe der iranischen Hunnen ist zeitlich etwa eine Generation vor dem Auftauchen der europäischen Hunnen anzusetzen, welche 375 die Wolga überschritten. Die Chioniten waren mit diesen aber wahrscheinlich nicht verwandt; allerdings ist auch die ethnische Zusammensetzung der „hunnischen“ Gruppen, die zwischen dem 4. und 6. Jahrhundert nacheinander an der Nordostgrenze des Sassanidenreichs auftauchten (Chioniten, Kidariten, Alchon- und Nezak-Gruppe sowie die Hephthaliten), nicht restlos geklärt. Der Begriff der iranischen Hunnen geht auf die Forschungen Robert Göbls zurück. Göbl hat die Chioniten (obwohl sie in schriftlichen Quellen erwähnt werden) in seine auf numismatischen Auswertungen beruhenden Überlegungen nicht einbezogen, da von ihnen keine Münzprägungen überliefert sind und er vor allem von diesem Kriterium ausging. Die Bezeichnung „Hunnen“ ist hierbei nicht als ethnischer Begriff zu verstehen, sondern als eine Sammelbezeichnung zentralasiatischer Gruppen, die im eigentlichen Sinne nicht unbedingt miteinander verwandt waren.
In der neueren Forschung wird meist angenommen, dass die Dynastie der Kidariten aus den Chioniten hervorging. Dabei ist die These aufgestellt worden, dass Chioniten und Kidariten nicht zwei getrennte Gruppen waren, sondern die Kidariten vielmehr ein Clan der Chioniten waren bzw. von ihnen abstammten. Wolfgang Felix bezeichnet sie in der Encyclopædia Iranica als wahrscheinlich iranischer Herkunft („probable Iranian origin“), doch sind genaue Aussagen kaum möglich. Manche Forscher, etwa James Howard-Johnston, nehmen an, dass sich hinter den X(i)yon bzw. den Chioniten Teile der Xiongnu verbergen, die aus Ostasien nach Westen gezogen seien, doch ist diese Hypothese sehr umstritten. Einige Forscher (wie Richard Nelson Frye und Peter Benjamin Golden) vermuteten, dass die Chioniten großteils ein Turkvolk waren, später jedoch auch Teile von besiegten anderssprachigen Stämmen aufnahmen und integrierten. Jedoch ist keine dieser Theorien derzeit mehrheitlich anerkannt.
Fest steht nur: Die Chioniten werden zur Zeit des persischen Sassanidenkönigs Schapur II. (reg. 309–379) von dem römischen Geschichtsschreiber Ammianus Marcellinus, der wichtigsten Quelle für diese Zeit, als Chionitae in der Region erwähnt, in der damals die Perser eine Oberherrschaft über die einstigen Kuschana-Provinzen ausübten. Im Jahr 350 griffen diese Nomaden, speziell die Chioniten, Schapur II. an. In mehreren Feldzügen konnte der Perserkönig zwar die Nordostgrenze seines Reiches sichern, wobei Schapur (wie eine gefundene Inschrift beweist) 356 von der Region des heutigen Kabul aus gegen die Invasoren agierte. Nach dem Krieg waren die Chioniten aber mit einiger Sicherheit die neuen Herren Baktriens mit Balch, da dort die Münzprägung der Kuschana-Schahs aufzuhören scheint. Ihr damaliger König hieß Grumbates, der sich Schapur II. unterordnete und bei der Belagerung der römischen Festung Amida 359 anwesend war, wie aus dem Geschichtswerk des Ammianus hervorgeht. Laut Ammianus Marcellinus haben die Chioniten bei der Belagerung von Amida 359 zum Erstaunen der Perser ihre Toten verbrannt (Ammian 19,1,7ff.), was für zoroastrische Perser aufgrund ihrer religiösen Vorstellungen unvorstellbar war; dennoch ist ihre ethnische Identität (die Verbrennung spricht eigentlich gegen eine Zugehörigkeit zu einem iranischen Volk) damit nicht geklärt.
Die weitere Geschichte der Chioniten ist unklar. Sie wurden offenbar Ende des 4. Jahrhunderts von den Kidariten abgelöst, denen dann ihrerseits die Hephthaliten folgten, doch bleiben die Details im Dunkeln. Es ist durchaus möglich, dass es sich bei den unbekannten Invasoren, gegen die Bahram V. um 427 erfolgreich kämpfte, noch um Chioniten gehandelt hat.
In der persischen Überlieferung (wie im Avesta) werden die Chioniten mehrfach als Xyon erwähnt und als Feinde Irans bezeichnet, wenngleich unklar ist, ob bei den Erwähnungen immer auch die historischen Chioniten gemeint sind.